# بالگولا هایتس
بالگولا هایتس (به انگلیسی: Balgowlah Heights) یک حومه شهر در استرالیا است که در نیو ساوت ولز واقع شده‌است.